# Kobyla Głowa (województwo dolnośląskie)
Kobyla Głowa (niem. Kobelau) – wieś w Polsce położona w województwie dolnośląskim, w powiecie ząbkowickim, w gminie Ciepłowody.

## Podział administracyjny
W latach 1975–1998 miejscowość administracyjnie należała do województwa wałbrzyskiego.

## Historia
Nazwę miejscowości w zlatynizowanych staropolskich formach Cobylaglova, Cobulglow oraz Cobulagloua wielokrotnie notuje wraz z sąsiednimi wsiami spisana po łacinie w latach 1269–1273 Księga henrykowska. Pojawia się ona m.in. we fragmencie "Stephanus de Cobylaglova" oraz innych występujących w tej księdze.

## Zabytki
Do wojewódzkiego rejestru zabytków wpisany jest:
- park pałacowy, z XVII w., zmieniony po 1830 r.

## Znane osoby związane z miejscowością
- Fritz Günther von Tschirschky (1900-1980), niemiecki polityk i dyplomata
- Stanisław Helski (1929-2004), rolnik z Kobylej Głowy i działacz opozycji solidarnościowej w latach 80. XX wieku

## Szlaki turystyczne
- Czerwony:  Strzelin – Szańcowa – Gościęcice Średnie – Skrzyżowanie pod Dębem – Gromnik – Dobroszów – Kalinka – Skrzyżowanie nad Zuzanką – Źródło Cyryla – Ziębice – Lipa – Rososznica – Stolec – Cierniowa Kopa – Kolonia Bobolice – Kobyla Głowa – Karczowice – Podlesie – Ostra Góra – Starzec – Księginice Wielkie – Sienice – Łagiewniki – Oleszna – Przełęcz Słupicka – Sulistrowiczki – Ślęża – Sobótka[8]